# Семья Овечкиных

Слева направо: Ольга, Татьяна, Олег, Нинель Сергеевна держит за плечи Ульяну и Сергея, Александр, Михаил, Дмитрий и Василий. Отсутствуют Людмила и Игорь, который в этот момент держит фотокамеру (1985).

Семья́ Ове́чкиных — многодетная семья из Иркутска, в 1980-х годах ставшая известной своим семейным джазовым самодеятельным ансамблем «Семь Симеонов». Глава семейства, Нинель Овечкина, имела звание «Мать-героиня». 8 марта 1988 года семья предприняла неудачную попытку захватить самолёт Ту-154 с целью бегства из СССР, в ходе которой пятеро членов семьи покончили с собой. Двое из оставшихся в живых были приговорены к лишению свободы.
По состоянию на 2020 год, из детей семьи Овечкиных в живых оставались трое — Людмила, Татьяна и Михаил.

## Предыстория
В 1988 году семья Овечкиных состояла из матери Нинель (51 год) и её одиннадцати детей:
- семерых сыновей — Василий (26 лет), Дмитрий (24 года), Олег (21 год), Александр (19 лет), Игорь (17 лет), Михаил (13 лет) и Сергей (9 лет);
- четырёх дочерей — Людмила (32 года), Ольга (28 лет), Татьяна (14 лет) и Ульяна (10 лет). В семье также был двенадцатый ребёнок, дочь Лариса, которая родилась вслед за Людмилой, но умерла в шесть месяцев.

Все Овечкины учились в школе № 66, но в общественных школьных делах никогда участия не принимали, поскольку домашнее хозяйство отнимало всё их свободное время (семья имела домашний скот и огород). Семья жила довольно замкнуто и близких друзей не имела. В середине 1980-х годов Василий, Дмитрий и Олег поочерёдно проходили срочную службу в так называемых «Красных казармах» Иркутска.
Нинель Сергеевна Овечкина (урождённая Ершова) в 1942 году в возрасте пяти лет потеряла мать, которую убил пьяный сторож при попытке кражи с картофельного поля. Отец Нинель был на фронте, и она какое-то время жила у родственников, после чего попала в детский дом. Сергей Ершов, вернувшись с войны, заново женился и хотел забрать дочь к себе. Однако у Нинель не сложились отношения с мачехой, и она вернулась в детский дом, откуда в 15 лет её забрал родной дядя, чья жена, Татьяна Новопашина, стала крёстной матерью Нинель. В 18 лет Нинель вышла замуж за 25-летнего шофёра Дмитрия Дмитриевича (Васильевича) Овечкина, от которого родила 12 детей (одна девочка умерла в детском возрасте). От исполкома семья получила дом в рабочем предместье по адресу Детская улица, дом 24, с участком в 8 соток, где дети Овечкиных прожили большую часть жизни до захвата самолёта.
Бо́льшую часть жизни Нинель проработала продавщицей в винно-водочном магазине, а затем торговала на рынке. В 1985 году, когда в СССР началась антиалкогольная кампания, Нинель тайно торговала дешёвой водкой. Людмила вспоминала, что их семья особо никогда не бедствовала, и хотя Нинель установила в семье довольно жёсткую дисциплину, в то же время она всегда относилась к своим детям с добротой и никогда не повышала на них голоса. Никто из детей Овечкиных не вёл праздный образ жизни и не был предоставлен сам себе, все проблемы решались коллективно. Однако Дмитрий-старший был алкоголиком и, буяня, часто брался за ружьё, вследствие чего все дети тут же ложились на пол или на землю, чтобы не получить пулевое ранение. В 1982 году у Дмитрия-старшего парализовало ногу, но это его не остановило, и 3 мая 1984 года он умер от побоев, которые за несколько дней до этого ему нанесли Дмитрий и Василий. Следствие квалифицировало их действия как вынужденную самооборону и никаких обвинений не предъявило.
Увлечение музыкой началось с того, что Василия выбрали барабанщиком, а Дмитрия горнистом для пионеротрядов, в которые они входили. Братья начали посещать музыкальный кружок при Дворце пионеров, где позже к ним присоединился Олег, который стал играть на саксофоне. Через какое-то время Нинель записала их в Иркутское областное музыкальное училище на отделение духовых инструментов, куда позже также записала Александра, Игоря, Михаила и Сергея. Там же в конце 1983 года при поддержке руководителя отделения Владимира Романенко был организован ансамбль «Семь Симеонов», названный в честь одноимённой русской народной сказки (идея ансамбля принадлежала Василию). Василий играл на ударных инструментах, Дмитрий — на трубе, Олег — на саксофоне, Александр — на контрабасе, Игорь — на фортепиано, Михаил — на тромбоне, Сергей — на банджо. 
Дебют ансамбля состоялся в апреле 1984 года на сцене Гнесинского училища. Вскоре ансамбль «Семь Симеонов» выиграл ряд музыкальных конкурсов в различных городах СССР и получили широкую известность: об Овечкиных писали в прессе, сняли документальный фильм и т. д. Однако, по словам завуча училища Бориса Крюкова и того же Романенко, из всех семи мальчиков Овечкиных талантливыми музыкантами были лишь Игорь и Михаил, в то время как их старшие братья по музыкальным данным были откровенно слабы. Официально члены ансамбля числились музыкантами при объединении городских парков «Досуг».
Популярность ансамбля на какое-то время поправила финансовое положение Овечкиных, и на момент захвата самолёта семья, по тогдашним советским меркам, принадлежала к среднему классу. Помимо дома на Детской улице они имели две смежные трёхкомнатные квартиры на Синюшиной горе, которые получили в конце 1986 года. В тот же год Василий, Дмитрий и Игорь поступили в Гнесинское училище, куда попали по протекции государства, выделившего им полную стипендию (Василий и Дмитрий были взяты сразу на третий курс). Однако в марте 1987 года все трое написали заявление об отчислении по семейным обстоятельствам, так как посчитали, что тамошняя программа обучения для них лишняя. По воспоминаниям педагогов, они не проявляли никакого рвения в учёбе. После этого Нинель забрала сыновей обратно в Иркутск.
В 1985 году у Овечкиных произошёл конфликт с Крюковым и Романенко, и они расторгли сотрудничество с ними. После этого для ансамбля настали трудные времена — без преподавательской поддержки у его солистов снизился уровень выступлений. «Семь Симеонов» очень редко стали приглашать на серьёзные концерты, где они могли бы получать за свои выступления гонорары, гораздо чаще им приходилось выступать бесплатно. По мнению самих Овечкиных, причиной изначальной привлекательности «Семь Симеонов» в первую очередь было наличие в его составе детей, которые к тому моменту почти все выросли.
В ноябре 1987 года «Семь Симеонов» побывали на гастролях в Канадзаве (Япония), где им предложили контракт. Уже тогда семья решила бежать из СССР, но по ряду причин остаться в Японии у них не получилось — на суде они сказали, что не смогли вовремя добраться до посольства США и одновременно не хотели бросать мать и сестёр. Однако бывший сотрудник иркутского отделения КГБ Вениамин Рогалёв в 2020 году рассказал, что Овечкины в тот раз сумели добраться до посольства США, где попросили политическое убежище. В посольстве выяснили обстоятельства и причины их просьбы, и в убежище им было отказано.
Вернувшись в СССР, Овечкины стали распродавать свои вещи, в том числе и привезённые из Японии. На вырученные деньги они под надуманными предлогами приобрели оружие и гранаты, часть взрывных устройств изготовили из самодельных деталей. Угнать самолёт семья решила в феврале 1988 года. Кто первым предложил эту идею, осталось неизвестным. В тот же месяц Овечкины совершили пробный полёт до Москвы, чтобы узнать, как удобней будет пронести оружие на борт.
Старшая дочь Нинель Овечкиной Людмила к тому моменту вышла замуж и уже жила отдельно от семьи, поэтому в планы побега посвящена не была.

## Захват самолёта
Во время следствия Игорь Овечкин всю вину возложил на преподавателя Владимира Романенко, заявив, что тот постоянно заводил с ними разговоры о том, что по-настоящему «Семь Симеонов» оценят только за границей, и им лучше уехать из СССР. Но когда сам Романенко на суде заявил, что это неправда, Игорь признался, что оговорил его. Также Игорь заявил, что идея захватить самолёт принадлежала Олегу. Нинель всецело поддержала идею и фактически руководила операцией по захвату.
Изначально семья собиралась лететь рейсом от 5 марта, но Ольга до последнего отказывалась участвовать в захвате и в назначенный день ушла из дома, из-за чего билеты обменяли на рейс от 8 марта.
8 марта 1988 года семья Овечкиных — Нинель и десять её детей — вылетела из Иркутска на самолёте Ту-154, выполнявшем рейс по маршруту Иркутск — Курган — Ленинград. Официальной целью поездки являлись гастроли в Ленинграде. При посадке в самолёт тщательного досмотра ручной клади произведено не было, что позволило преступникам пронести на борт два оружейных обреза, 100 патронов и самодельные взрывные устройства, спрятанные в музыкальных инструментах. Исполнителями захвата выступили Василий, Олег, Дмитрий, Александр и Игорь. Согласно первоначальному плану, захват они собирались провести не 8 марта, а через несколько дней — на обратном рейсе из Ленинграда в момент вылета, но во время промежуточной посадки в Кургане Овечкины решили изменить план.
Попытка угона самолёта не удалась: самолёт приземлился на военном аэродроме и был взят штурмом. При этом погибли 9 человек: пять террористов (Нинель Овечкина и четверо её старших сыновей), бортпроводница Тамара Жаркая и трое пассажиров; ранения и травмы получили 19 человек (двое Овечкиных, два сотрудника милиции и 15 пассажиров). Овечкины похоронены в Выборге, на городском кладбище Верхнее-Черкасово в немаркированных могилах с номерами.
Татьяна, Михаил, Сергей и Ульяна были помещены в больницу. Из-за опасения за их психическое здоровье им не сразу сказали, что их мать и братья мертвы.

### Суд

Ольга Овечкина на суде

Следствие длилось 7 месяцев и составило 18 томов. Под арест попали только Ольга и Игорь, так как только они по возрасту подлежали уголовной ответственности. Во время следствия оба были переправлены обратно в Иркутск, где дожидались суда. Изначально суд должен был состояться в Ленинграде, но во время следствия обнаружилось, что Ольга беременна и, по причине большого срока, суд решили провести в Иркутске. Во время последних судебных заседаний Ольга давала показания только сидя.
Суд начался 6 сентября 1988 года. На суде Ольга утверждала, что была против угона и до последнего пыталась его предотвратить или отказаться в нём участвовать — у неё в тот период были близкие отношения с выходцем с Кавказа. К последнему факту старшие братья относились крайне негативно, так как в армии подвергались со стороны кавказцев «дедовщине». Игоря, в свою очередь, несколько раз спрашивали, почему он не решился вместе со старшими братьями покончить с собой, но он не смог ответить на этот вопрос. Ольга с самого начала признала свою вину, в то время как Игорь то признавал вину, то отказывался признавать и постоянно менял показания.
23 сентября Ольга была приговорена к 6 годам лишения свободы (УК РСФСР в таких случаях требовал от 8 лет и выше, но суд проявил снисхождение по причине её беременности), Игорь — к 8 годам. Оба отсидели лишь по 4,5 года и были досрочно освобождены. 28 ноября 1988 года у Ольги в заключении родилась дочь Лариса, названная в честь умершей сестры. Игорь сначала отбывал срок в Ангарской колонии для несовершеннолетних, где аккомпанировал тюремному хору. Когда ему исполнилось 18 лет, он был этапирован в Бозойскую колонию для взрослых, где стал руководителем созданного им духового оркестра и вокально-инструментального ансамбля.

## Дальнейшие судьбы
Суда избежала только Людмила Овечкина, так как она задолго до захвата вышла замуж и переехала из Иркутска в Черемхово. О захвате самолета ничего не знала, более того, собиралась приехать к родственникам в Иркутск как раз в день их отъезда. К Михаилу, Сергею, Татьяне и Ульяне суд проявил снисхождение и распределил их в школы-интернаты. Татьяну и Ульяну забрала к себе Людмила, хотя у неё было уже трое собственных детей. Сергей и Михаил, поскольку их интернаты были недалеко от её дома, проводили много времени у сестры и в конечном итоге тоже поселились у неё. Когда у Ольги родилась дочь, Людмила с трудом добилась того, чтобы девочку отдали на воспитание ей, так как в тюрьме, где находилась Ольга, не было детского дома, и девочка полгода находилась при матери. Однако позже Ольгу решили этапировать в Ташкент, а ребёнка сдали в детдом.
Хотя во время следствия у Овечкиных были конфискованы все письма и пластинки с записями ансамбля, вся их недвижимость (дом и две квартиры) была сохранена за ними. В 2005 году выжившие Овечкины разменяли квартиры. Долгое время участок дома на Детской улице был заброшенным, а сам дом находился в полуразрушенном состоянии, пока в середине 2010-х его не снесли. В настоящее время[когда?] на его месте расположен двухэтажный коттедж.
После суда власти предлагали Людмиле публично отречься от матери, но она отказалась это сделать. Некий бизнесмен из Амстердама предлагал Людмиле за хорошие деньги отдать ему на попечение братьев и сестёр, чтобы возродить ставший к тому моменту уже скандальным ансамбль «Семь Симеонов», но Людмила отказалась и от этого.
Игорь и Ольга после освобождения какое-то время жили вместе. Игорь играл в ресторанных оркестрах и кафе, но заимел проблемы с алкоголем и в конечном итоге попал в дурную компанию. Был женат и какое-то время жил в Петербурге. Летом 1999 года был арестован за распространение наркотиков и 16 августа умер в следственном изоляторе при невыясненных обстоятельствах (предположительно был убит сокамерником). Общаясь незадолго до смерти с корреспондентом газеты «Московский комсомолец», Игорь утверждал, что Нинель ничего не знала о готовящемся угоне и узнала уже непосредственно в самолёте.
Сергей некоторое время играл в ресторанах вместе с Игорем (став старше, он научился играть на саксофоне) и к 1999 году жил у Людмилы. В течение трёх лет он пытался поступить в Иркутское музыкальное училище (в котором раньше учились его старшие братья), но ректоры каждый раз отказывали ему, ссылаясь на известность его фамилии и на то, что у него отсутствует потенциал. У Сергея  после захвата самолёта оставалась пуля в бедре, которую врачи не стали извлекать, так как посчитали, что организм сам со временем её отторгнет. Судебная коллегия учла его психическое и физическое состояния, и поэтому брать показания у него на суде не стали. Последний раз он виделся с семьёй в 2005 году, когда Овечкины начали размен квартир на Синюшиной горе. После размена Сергей, получив свою денежную долю, уехал в Новосибирск. Был осуждён на небольшой срок. Скончался при невыясненных обстоятельствах в 2009 году (Людмила и Татьяна узнали об этом только в 2020 году).
Михаил переехал в Санкт-Петербург, где учился в СПбГИКе и участвовал в многочисленных джазовых фестивалях и мероприятиях старейшего в стране джаз-клуба «Квадрат». Был участником коллективов «Spb. Stompers» Валерия Заварина, «Nord-West Jazz Band» Олега Саморукова, «Pessimist Band» Михаила Лоова, «Easy Winners» Андрея Воеводского и др. Играл в клубном оркестре «Чайка». До 2002 года жил в Санкт-Петербурге, потом перебрался в Испанию, где играл в уличном барселонском джаз-бэнде «Jinx Jazz Band». В его составе принял участие в записях альбомов коллектива. В 2012 году перенёс инсульт, стал инвалидом. Проживает в хосписе в Барселоне.
Ольга жила в Иркутске и работала на рынке, торгуя рыбой. Выйдя из заключения, она забрала к себе дочь Ларису, но не смогла должным образом её воспитывать, и девочка позже вновь оказалась у Людмилы. В ночь с 8 на 9 июня 2004 года Ольга умерла после того, как её жестоко избил сожитель в ходе бытовой пьяной ссоры. Родившегося незадолго до этого сына Ольги Василия тоже взяла к себе на воспитание Людмила.
Ульяна в 2000 году вышла замуж и родила дочь, но подвергалась побоям со стороны мужа, который потом был убит в ходе уличной стычки. В конечном итоге она начала вести асоциальный образ жизни. Пыталась покончить с собой, стала инвалидом. Работала в иркутском приёмнике-распределителе. Впоследствии проживала в Иркутске на пособие по инвалидности. Скончалась от воспаления лёгких в период между 2016 и 2020 годами.
Татьяна вышла замуж, родила сына и поселилась в Черемхово, но затем развелась. В 2006 году приняла участие в выпуске документального сериала «Следствие вели...», который был посвящён захвату самолёта, в 2020 году дала интервью для документального фильма канала НТВ «Волчья стая Овечкиных». Живёт под фамилией Попова.

## В массовой культуре
В 1989 году был снят документальный фильм «Жили-были Семь Симеонов».
В 1999 году по мотивам истории семьи Овечкиных был снят художественный фильм «Мама». Были изменены фамилии действующих лиц (вместо Овечкиных — Юрьевы), название ансамбля (вместо «Семь Симеонов» — «Весёлая семейка»), количество детей, существенные обстоятельства захвата самолёта и проведения штурма. В целом сюжет киноленты имеет отдалённое отношение к реальности. Овечкиным фильм не понравился из-за искажения причин, вследствие которых их семья-кинопрототип решилась на захват.
В 1999 году в сериале «Криминальная Россия» вышел документальный фильм о семье Овечкиных с названием «Овечкины: никто не хотел убивать».
В 2014 году на Первом канале вышел документальный фильм «Семь Симеонов. Бомба в контрабасе».
В 2020 году в документальном проекте НТВ «Основано на реальных событиях» вышел четырёхсерийный фильм «Волчья стая Овечкиных».
В 2024 году в фильме «Командир» упоминается семья музыкантов Овчинниковых во главе с матерью. В середине фильма показан трёхминутный сюжет о них.